# Batrachorhina induta
Batrachorhina induta är en skalbaggsart som först beskrevs av Leon Fairmaire 1902.  Batrachorhina induta ingår i släktet Batrachorhina och familjen långhorningar.
Artens utbredningsområde är Madagaskar. Inga underarter finns listade.